# 林赛·霍克谋杀案
林赛·安·霍克（Lindsay Ann Hawker，1984年12月30日 - 2007年3月26日）是一名22岁的英国教师，2007年初她在日本被千葉縣的28岁日本男子市桥达也杀死。
2009年11月10日，警方逮捕了市桥达也。2011年7月5日，市桥达也承认了杀害霍克的罪行，并表示他在强奸她时為防止她尖叫而用枕头捂住了她的嘴。2011年7月21日，市桥达也被判处無期徒刑。

## 背景

### 林赛·霍克
林赛·霍克生于英国考文垂。 她曾就读于考文垂亨利八世国王学校，并在利兹大学学习生物学，2006年毕业。2006年10月，她开始在日本東京都的Nova教授英語，而且和其他兩名外籍女教師住在一起。 在她失踪的那天，她的家人因为無法联系她而感到不安，因為她一直通过电子邮件、Skype和电话频繁与家人保持联系。 

### 市桥达也
市桥达也生于1979年1月5日，出生在岐阜县。他在岐阜以及千叶县长大。他的母亲是一名牙医，父亲是一名医生。2005年从千叶大学园艺系毕业后，市桥达也一直没有工作，靠每月从父母那里要來的约10万日元的生活费度日。事發時市桥达也居住在市川市。
市桥达也曾受到“盗窃和伤害罪”指控。他曾在街上抢劫而且還傷害了一名男子，但此事已在庭外和解。霍克被杀时，市桥与一名日本女子保持着长达一年的稳定关系。 警方称他是一个独来独往的人，而且痴迷于健身。他经常去健身房健身，他每天還要骑25公里的自行车 。

### 會面
在霍克去世前四天，霍克坐火車下班回家，途中遇到了市桥达也。市桥达也一開始說霍克是他的英语老师（事实并非如此），然后又問她到底是不是。霍克骑车回家路上又被市桥达也跟隨，霍克到家時市桥达也表示能不能給他喝杯水。霍克允许他进入她的住所，但为了安全起见，她把他介绍给了她的两名室友。进入霍克的住所后，市桥达也給霍克畫了一幅画，并在上面签名、寫下了自己的电话号码和电子邮件地址。两人约定四天后在咖啡馆见面，霍克將在那裡給市桥达也上一堂英语课，而且Nova方面對此知情。

## 謀殺
2007年3月24日，霍克和市桥达也在一家咖啡店见面。 随后他们搭了一辆出租车前往市桥达也的住所。霍克让出租车司机稍等一下，然后前往市桥达也的住所。七分钟后，出租车司机看到霍克還沒出來，於是就開車離開現場。 霍克赤裸的尸体后来被发现埋在市桥达也公寓阳台上的一个装满了堆肥過的土壤和沙子混合物的浴缸中。她被塑料捆扎带和围巾捆绑，而且嘴巴被堵住，其中一只手露在浴缸中的混合物的外面。
霍克原本要在3月26日下午2:30上課，結果她卻缺席。霍克的朋友试图联系警方。下午5:40，两名警察來到市桥达也的住所，但日本方面規定，如果没有充分的理由，警察是不能敲门的。尽管看不见任何灯光，但警察注意到公寓里有人。後來這2位警察了解到市桥达也有犯罪前科，于是下午7:00 时，這2位警察请求增援。在接下来的一个小时内，有另外七名警察到达现场。
两个小时后，市桥达也赤脚且背着一个背包离开了公寓。他發現警察要來找他，於是馬上逃跑。雖然其中一名警察抓住了他的背包，但市桥达也成功擺脫了他們。由于警察没有携带无线电设备，因此來到楼上的警察无法通過無線電告知地面上的警察。

## 调查
2009年6月26日，警察廳将市桥达也的懸賞金从100万日元提高到1000万日元。 
2009年11月4日，警方透露，市桥达也于10月24日在名古屋市的一家诊所接受了鼻外觀整型手術。他在此之前做過多次整容手术，其中包括去除脸颊上的两颗痣、開雙眼皮、讓嘴唇變薄以及隆鼻。

### 逮捕和审判
2009年11月10日，市桥达也在大阪市被捕，當時他正準備登上前往沖繩縣的渡轮。市桥达也在被逮捕时并没有认罪。12月23日，市桥达也通過他的律师承认霍克的死與他有關，但他並不是要故意殺死她，而且他還曾试图對霍克进行心肺复苏。
在法庭上，市桥达也承认在强奸霍克时，为了防止她尖叫而让她窒息。 2011年7月21日，千叶地方法院以谋杀罪判处市桥达也无期徒刑。霍克家人曾要求判处死刑，但法院认为死刑不恰当，因为市桥没有殺人前科，而且他只有32岁，仍有机会改過自新。 2012年4月11日，东京高等法院驳回市桥达也的上诉，维持一审判决。东京高等法院表示被告没有表现出真诚的悔罪态度。截至2023年，市桥达也仍在長野刑務所服刑。

## 其他
2008年2月29日，ABC新聞播出了一部名为《消失在日本》（Vanished in Japan）的纪录片，該紀錄片以霍克和布莱克曼謀殺案（织原城二罪案）為主題。  2008年9月， BBC廣播四台播出了一部名為《东京谋杀案》 （A Tokyo Murder）的三集广播剧，該廣播劇改編自霍克的案件。
2012年中国反日示威活动期間，中國網絡上流傳著一條消息，說是有兩名在中國學習中文的日本留學生因煽動搶劫、破壞等暴力行為而被逮捕。新浪微博上甚至還出現了所謂「兩名日本人」的照片。然而這些照片實際上是市桥达也的通緝照和他被逮捕後的照片。
市桥达也寫了一本名為《直到我被逮捕》（『逮捕されるまで ―空白の2年7カ月の記録―』）的書，他在書中講述了他犯案後逃亡的故事。他提議將其書籍所得的所有版稅捐給霍克的家人，但被霍克的家人拒絕。一部名為《我是市橋：一個殺人犯的日記》的電影於2013年11月上映，該電影根據市桥达也的書籍改編，講述了他在2009年11月被逮捕前兩年半的逃亡經歷。